# Vertrigo
Vertrigo Server byl vyvinut, jako dostupný, vysoce profesionální a jednoduše instalovatelný balík, skládající se z Apache (HTTP webový server), PHP (reflexívní programovací jazyk), MySQL (mnoho vláknový, více-uživatelský, SQL Systém pro Správu Databáze), SQLite (ACID-compliant relační správa databázového systému), SQLiteManager (vícejazyčný webový nástroj pro správu SQLite databáze), PhpMyAdmin (nástroj napsaný v jazyce PHP pro správu administrace MySQL) a Zend Optimizer (který zvyšuje výkon běhu až o 40 %[zdroj?] a umožňuje běh šifrovaných zdrojových PHP souborů) nejen pro platformu Windows.